# Криворотовка
Криворо́товка, устар. Ольша́нка — река в Харьковской области, правый приток реки Уды.
Длина 16 км, площадь — бассейна 109 км².
Протекает по территории Богодуховский район и Дергачёвский район.
Берёт начало из пруда возле Старого Мерчика и впадает в Уды за Двуречным Кутом. Имеет один левый приток — Лосик (река), на котором расположено село Репки.
На реке находятся населённые пункты Вертиёвка (левый берег), Терновая (левый берег), Протопоповка (правый берег), Ярошовка (правый берег), Гуковка (левый берег), Ольшаны (оба берега), Двуречный Кут (левый берег).
В Вертиевке, Терновой, Протопоповке и Ярошовке имеются плотины, выше которых образуются зарыбленные пруды.
Название реки возникло вследствие ошибки русских военных картографов Шуберта, при составлении карт-трёхвёрсток Российской империи в середине-конце XIX века, — они ошибочно отнесли название одного из хуторов на реке — Криворотовки расположенного на левом, северном её берегу между Гуковкой и Ольшанами — ко всей реке. В более старых документах (а также энциклопедии Брокгауза и Эфрона) имеет название «Ольшанка». В Ольшанах имеет местное название — Нецвитай.